# Campagne sous-marine soviétique de la mer Baltique en 1942
Front de l'Est (Seconde Guerre mondiale)
Batailles
- Campagne de 1941
- Campagne de 1942
- Campagne de 1943
- Campagne de 1944
- Campagne de 1945

La campagne sous-marine soviétique de la mer Baltique en 1942 a été lancée par la marine soviétique pour harceler le trafic stratégique de minerai de fer entre la Suède neutre et le Troisième Reich pendant la Seconde Guerre mondiale. Les Alliés ont également lancé d'autres opérations contre ses transports, impliquant en particulier la Royal Navy dans les campagnes de l'Arctique.

## Offensive de juin et juillet
Un élément important pour l'opération soviétique était la petite île de Lavansaari, située dans le golfe de Finlande et capable d'accueillir les sous-marins entrants de Leningrad (assiégés) comme dernière étape avant la tentative de pénétration des champs de mines de l'Axe. Malgré sa neutralité pendant la Seconde Guerre mondiale, la Suède a accepté la demande allemande de poser des champs supplémentaires de mines dans les eaux suédoises. 
Le premier groupe d'attaque soviétique se composait de 10 sous-marins au départ de juin 1942.

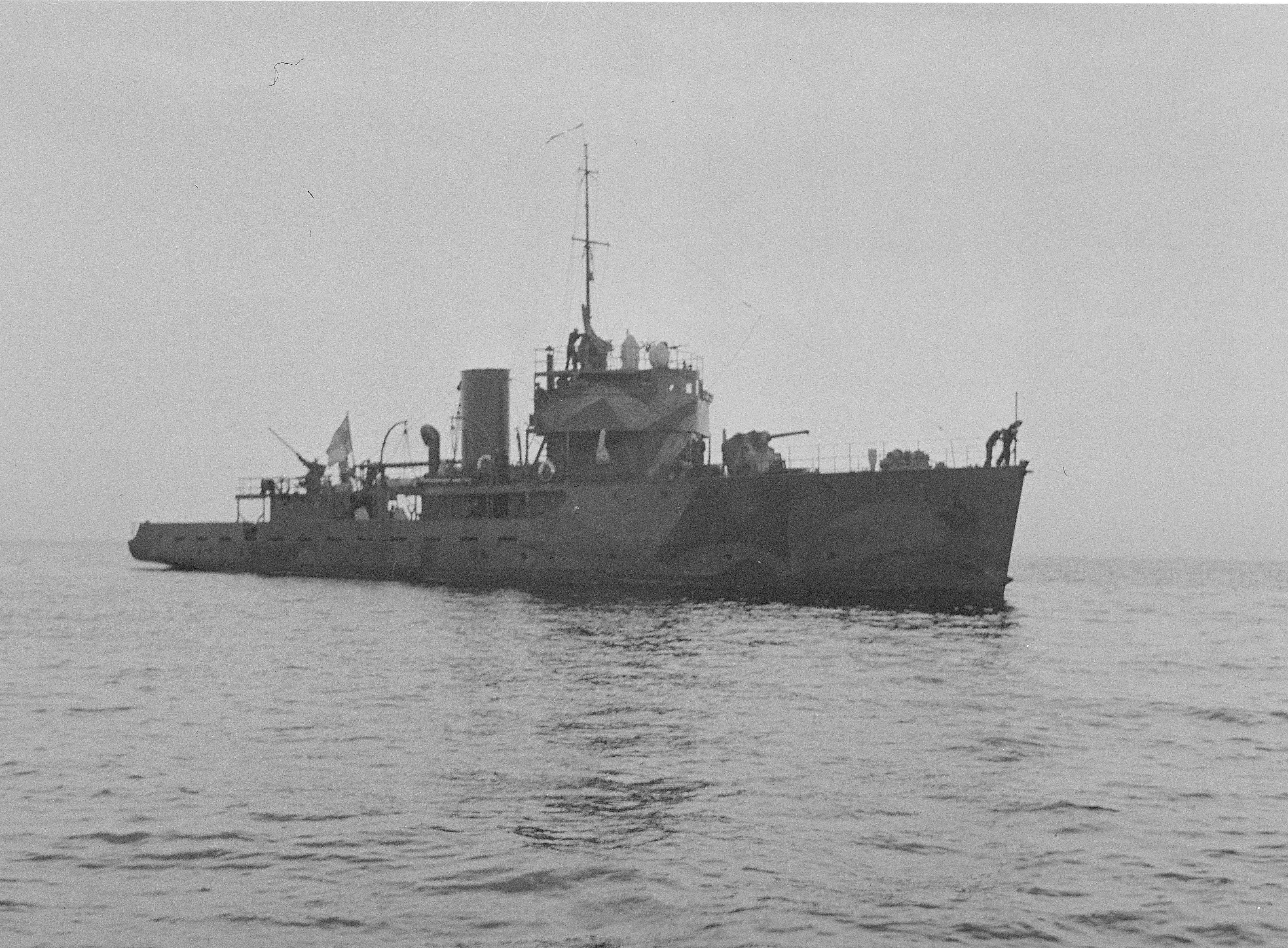
Mouilleur de mines finlandais Ruotsinsalmi

- ShCh-304[1] n'a marqué aucun résultat sans percer les défenses de l'Axe.
- M-97[2] fut perdu lors d'une mission de reconnaissance probablement à cause d'une mine.
- ShCh-317 a coulé le marchand finlandais Argo, le marchand suédois Ada Gorthon et le marchand allemand Otto Kords. Le marchand danois Orion a été endommagé . Le ShCh-317 a été coulé par le mouilleur de mines finlandais Ruotsinsalmi le 14 juillet 1942.
- ShCh-405[3] a probablement été perdu sur une mine.
- ShCh-320[4] a coulé le navire marchand allemand Anna Karin Fritzen.
- ShCh-406[5] a endommagé la goélette allemande Fides.
- ShCh-303[6] a endommagé le navire marchand allemand Aldebaran.
- S-4[7] n'a réussi aucun objectif.
- S-7 a coulé les marchands suédois Margareta et Lulea, le marchand allemand Kathe et le marchand finlandais Pohjanlahti. Il a remporté le meilleur succès parmi les sous-marins soviétiques du premier groupe.

## Offensive d'août et septembre
Le deuxième groupe d'attaque soviétique se composait de 10 autres sous-marins, au départ d'août 1942.

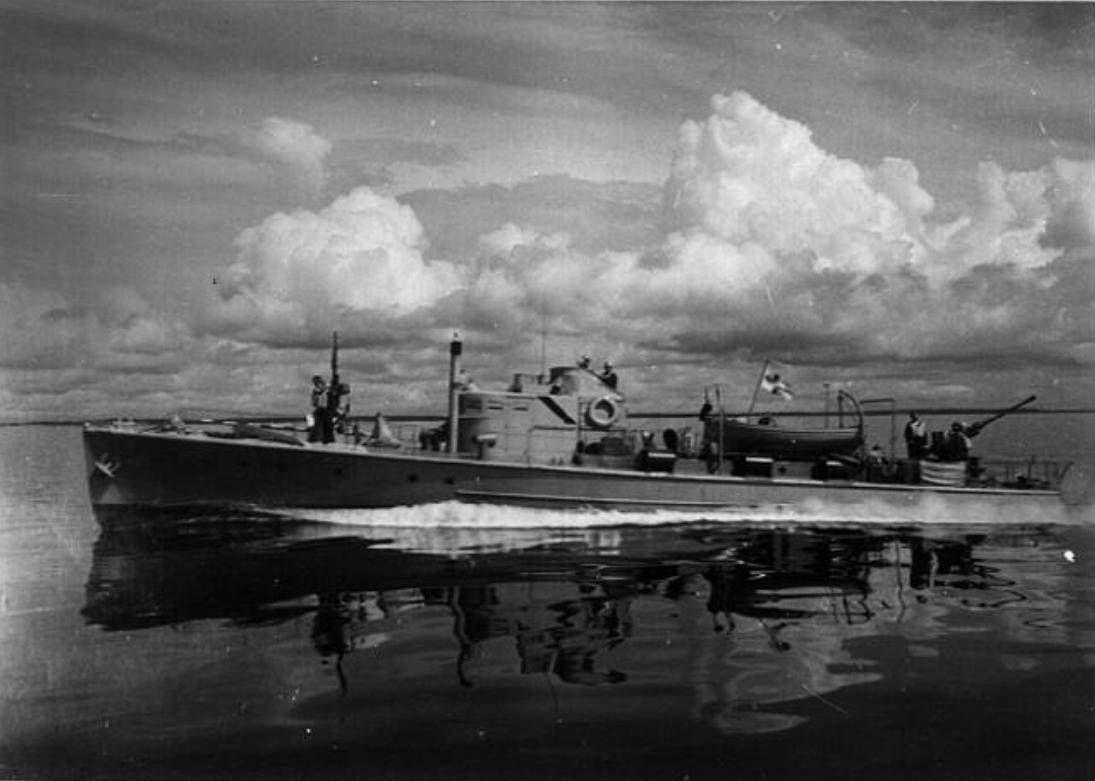
Patrouilleur finlandais VMV-5

- M-96[8] n'a réussi aucun objectif.
- M-97[2] a été coulé par le bateau finlandais VMV-5 ou sur mine. C'est la seule perte de ce groupe.
- M-102[9] n'a réussi aucun objectif.
- L-3 a coulé le marchand suédois Liljevalch. Il a posé un champ de 20 mines au large de Sassnitz .

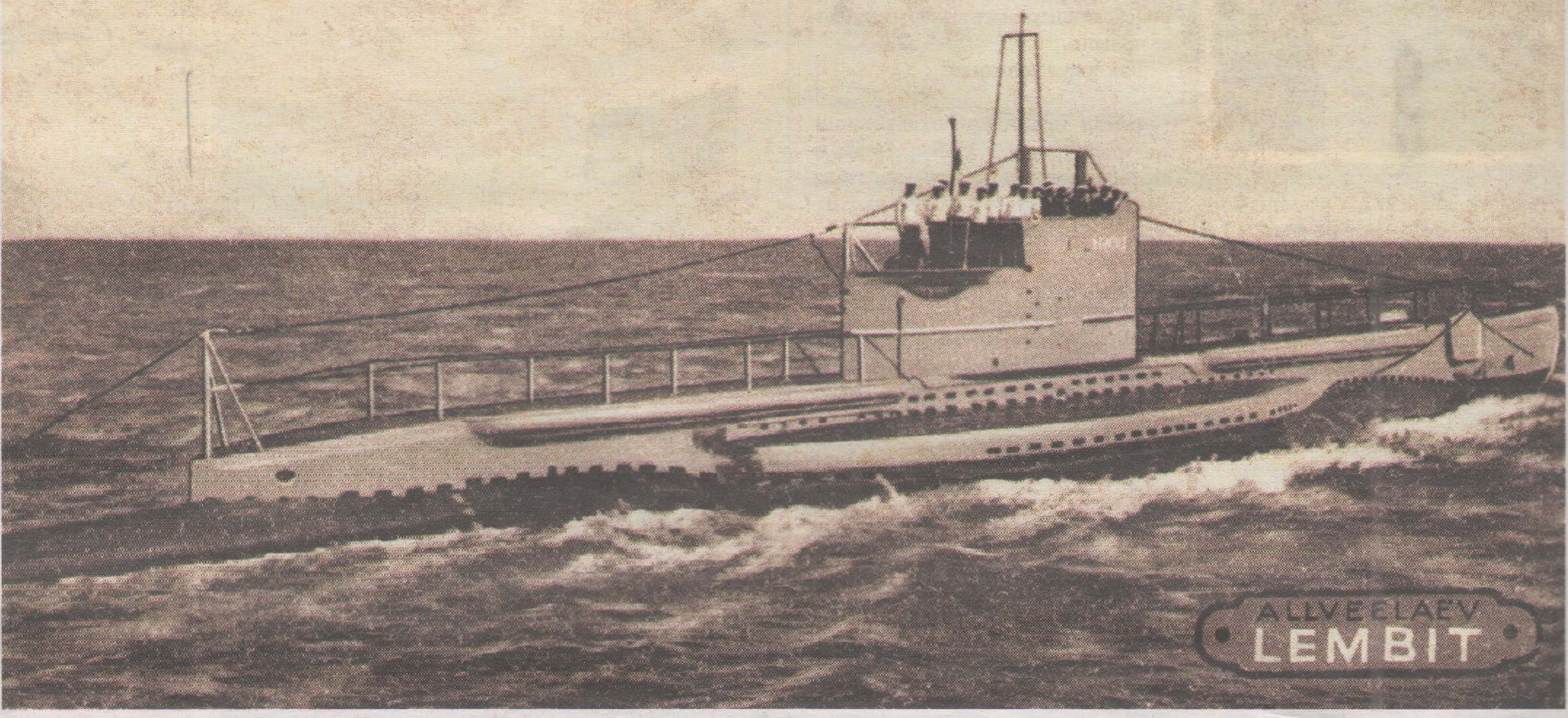
EML-Lembit

Sur ces mines a été coulé le marchand allemand Franz Bohmke. 
- ShCh-407[10] endommagé par une attaque aérienne et contraint de revenir sans résultats.
- ShCh-323[11] lourdement endommagé par une mine et contraint de revenir sans résultats.
- Lembit a lourdement endommagé le marchand allemand Finlande. Il fut endommagé par les navires d'escorte et forcé de rentrer.
- ShCh-309[12] a coulé le marchand finlandais Bonden.
- ShCh-310[13] a coulé le marchand allemand Franz Rudolf. Endommagé en rentrant par une mine.
- S-13[14] a coulé les marchands finlandais Hera et Jussi H et le marchand néerlandais Anna W.

## Offensive d'octobre
Les succès remportés par les sous-marins soviétiques au début de la campagne ont suscité une réaction en matière de déploiement par la Finlande de leurs propres sous-marins Vesihiisi, Vetehinen et Iku-Turso dans des opérations anti-sous-marines.  L'offensive soviétique en octobre a impliqué le plus grand nombre de sous-marins (16) mais a subi des pertes plus lourdes avec la moitié des unités perdues au combat, marquant moins de succès. 

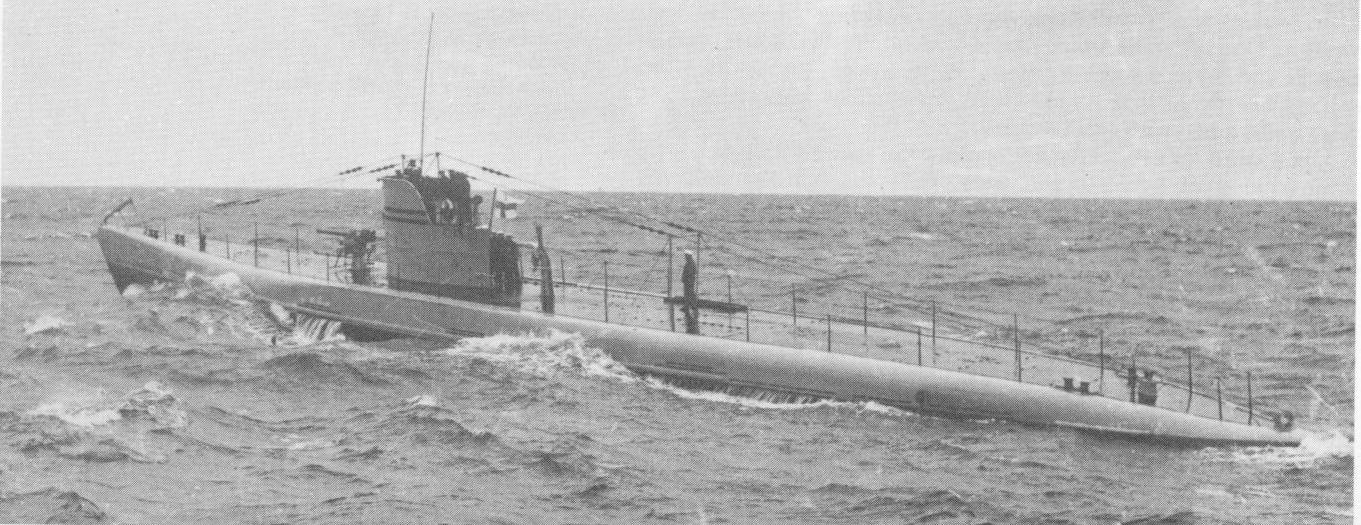
Sous-marin finlandais Vesihiisi

- S-9 a endommagé le pétrolier allemand Mitteleer.
- S-12 a endommagé le pétrolier Geran Sabine Howaldt et le marchand Malgache.
- ShCh-308[15] a probablement été perdu sur les mines.
- D-2 coula le marchand allemand Jacobus Fritzen et endommagea le marchand allemand Deutschland.
- Shch-307 coula le marchand finlandais Betty H. En dépit d'être poursuivi par des sous-marins finlandais (en particulier Iku-Turso), il a réussi à rentrer à sa base.
- ShCh-303[16] n'a marqué aucun résultat.
- S-7 a été coulé par Vesihiisi (4 prisonniers, dont le commandant).
- ShCh-406a coulé le marchand suédois Bengt Sture et le marchand finlandais Agnes.
- L-3[17] a posé des champs de mines à Irben Sound, Libau et Utö. Sur ces mines ont été perdus les marchands allemands Hindenburg et Edith Bosselmann.
- M-96[18] a tenté à deux reprises d'attaquer le mouilleur de mines finlandais Ruotsinsalmi mais a échoué.
- ShCh-302[19] a été coulé par une mine et un bombardier SB finlandais.

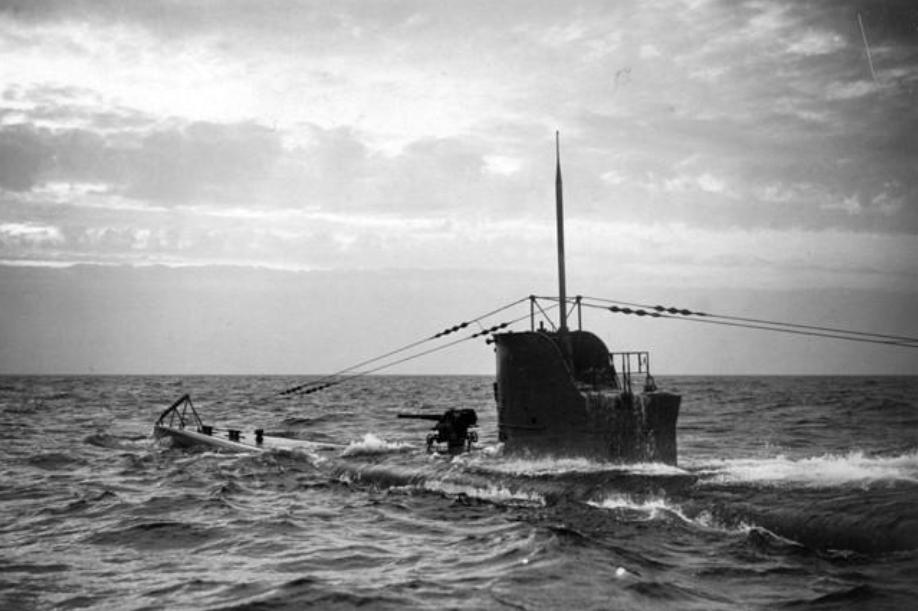
Iku-Turso

- ShCh-304 a probablement été perdu sur des mines.
- ShCh-305 a percuté et coulé par le sous-marin finlandais Vetehinen.
- ShCh-306 a probablement été perdu sur les mines.
- ShCh-311 a été coulé avec des charges de profondeur par les patrouilleurs finlandais VMV-13 et VMV-15.
- ShCh-320 a été déclaré coulé par le sous-marin finlandais Iku-Turso, mais probablement coulé dans des mines plus tôt selon des sources russes.

En février 1943, les marchands allemands Tristan et Grundsee furent également perdus dans cette zone, peut-être coulés sur d'anciennes mines flottantes.

## Résultat
Le nombre total de navires coulés par un sous-marin soviétique au cours de cette campagne a été évalué à 18 navires totalisant 37 789 tonnes, en plus de 10 navires endommagés et de 4 navires coulés par des mines posées par des sous-marins (en plus de deux autres possibles coulés en 1943 sur des mines posées l'année précédente), tandis que les forces soviétiques ont perdu 12 sous-marins et 6 autres ont été endommagés. 
Malgré les lourdes pertes pour quelques victoires marquées, les Allemands ont perçu la campagne comme une menace en raison de la diminution du nombre de leurs navires de transport et ont préparé des défenses anti-sous-marines plus solides pour 1943. Tout bien considéré, la campagne soviétique était coûteuse et a réussi à couler seulement un nombre limité de navires, mais l'opération accomplie en créant le chaos dans les lignes d'approvisionnement naval de l'Axe forçant des routes commerciales alternatives et l'investissement dans des convois d'escorte (auparavant non assignés) et dans une plus grande anti-défenses sous-marines.

## Conséquences
Une répétition soviétique d'une campagne similaire a été faite pour 1943, mais les forces de l'Axe ont été renforcées: la sortie du golfe de Finlande a été bloquée par des filets anti-sous-marins et les sous-marins soviétiques ont subi de lourdes pertes sans pénétrer ce blocus.